# Kościół św. Józefa i klasztor Bernardynów w Wołożynie
Kościół św. Józefa – rzymskokatolicki kościół w Wołożynie. Między końcem XVII w. a 1860 funkcjonował przy nim klasztor bernardyński.

## Historia
Pierwszy kościół w Wołożynie powstał przed 1500 i był świątynią drewnianą. W 1681 Józef Bogusław Słuszka ufundował przy nim klasztor bernardyński. Dziewięć lat później na potrzeby zakonników zbudowany został nowy murowany kościół. W 1760 wokół niego wzniesiono nowe zabudowania klasztorne, które podobnie jak pierwotne budynki były drewniane. W takiej postaci kompleks przetrwał do początku XIX w.. W latach 1806–1816 z fundacji Józefa Ignacego Tyszkiewicza wzniesiono nową świątynię murowaną w stylu klasycystycznym.
Klasztor bernardynów został skasowany w 1860 i wkrótce potem rozebrany. Cztery lata później władze rosyjskie poleciły przebudować zachowany kościół na cerkiew prawosławną. Budynek został zwrócony Kościołowi rzymskokatolickiemu w 1929 i był czynny do II wojny światowej. Po jej zakończeniu władze radzieckie zaadaptowały kościół na zakład przemysłowy. Zajmował on budynek świątyni do końca XX w.; u jego schyłku miejscowa parafia, licząca ok. 400 wiernych, odzyskała obiekt. Oryginalne wyposażenie kościoła uległo całkowitemu zniszczeniu.

## Architektura
Kościół został wzniesiony w stylu klasycystycznym na planie prostokąta. Elewację świątyni zdobi sześciokolumnowy portyk zwieńczony trójkątnym naczółkiem. Obok świątyni wzniesiona jest brama-dzwonnica, dwukondygnacyjna, z łukowym otworem, wzniesiona z kamienia polnego. W drugiej kondygnacji bramy znajduje się portyk z czterema półkolumnami, pomiędzy którymi zawieszane są dzwony.

## Galeria

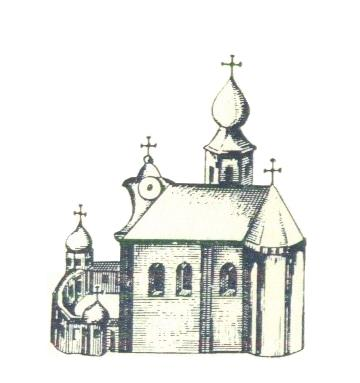
Kościół i klasztor Bernardynów na mapie z XVIII wieku
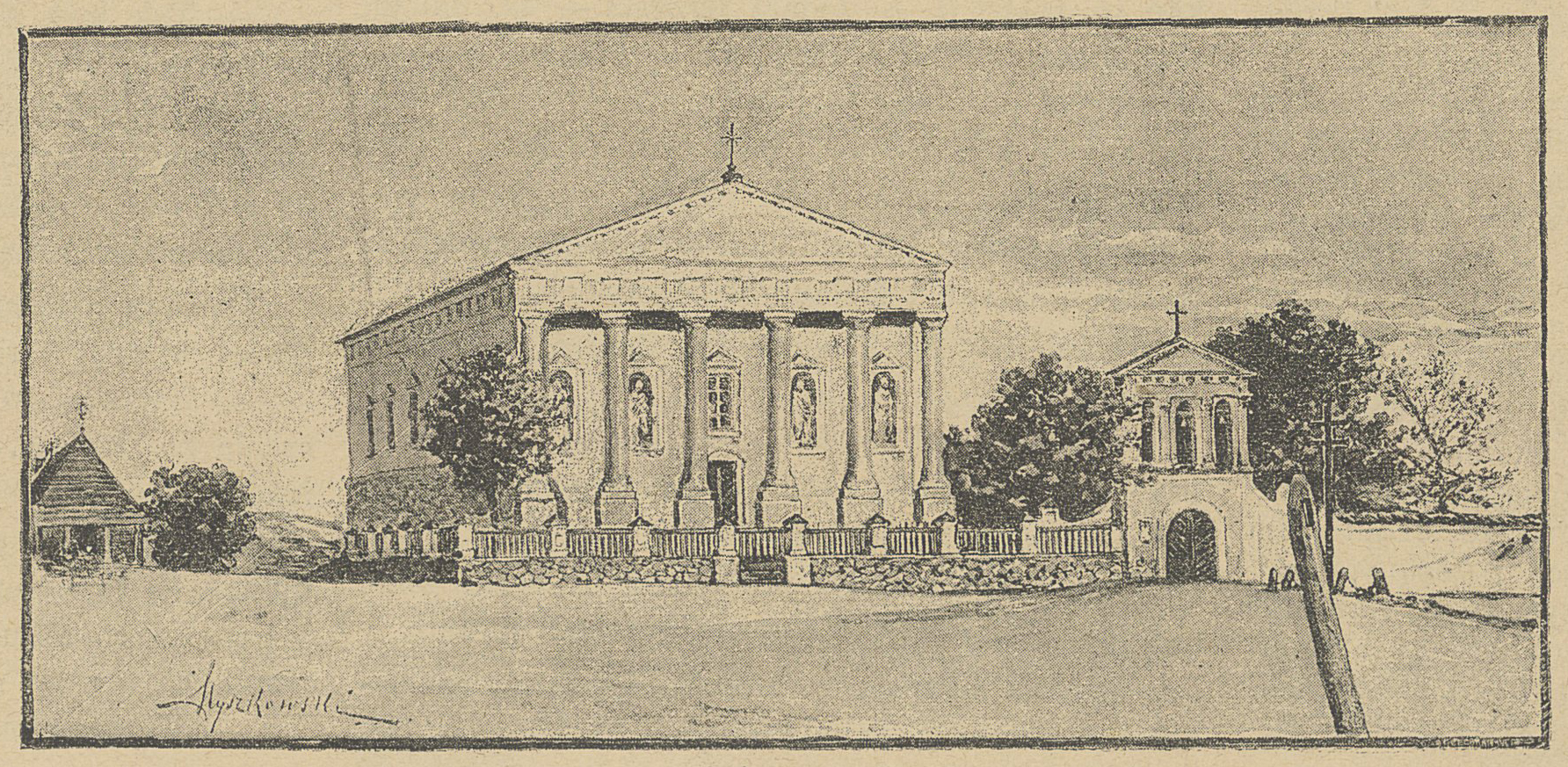
Kościół w 2 poł. XIX wieku
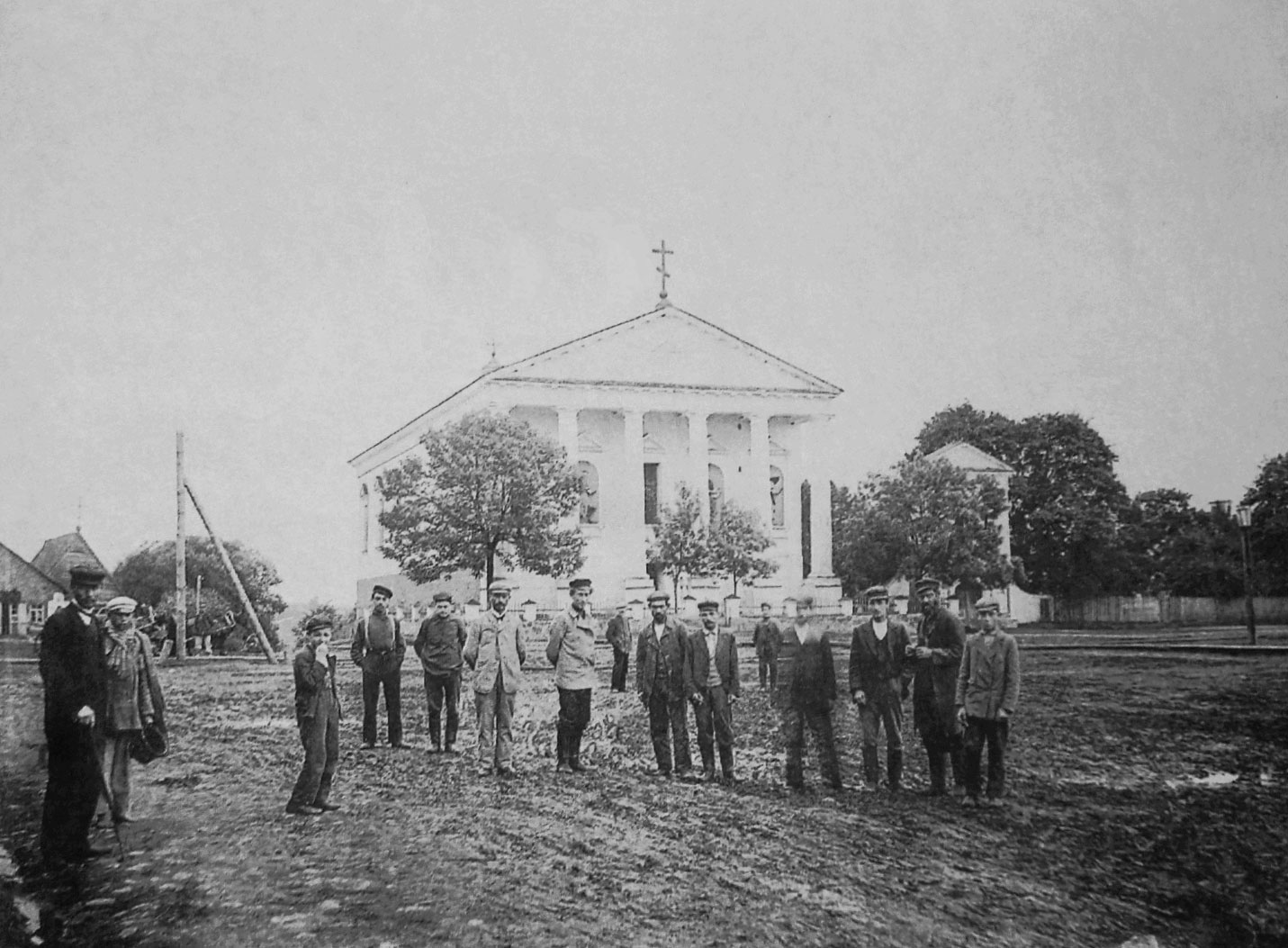
Kościół na pocz. XX wieku
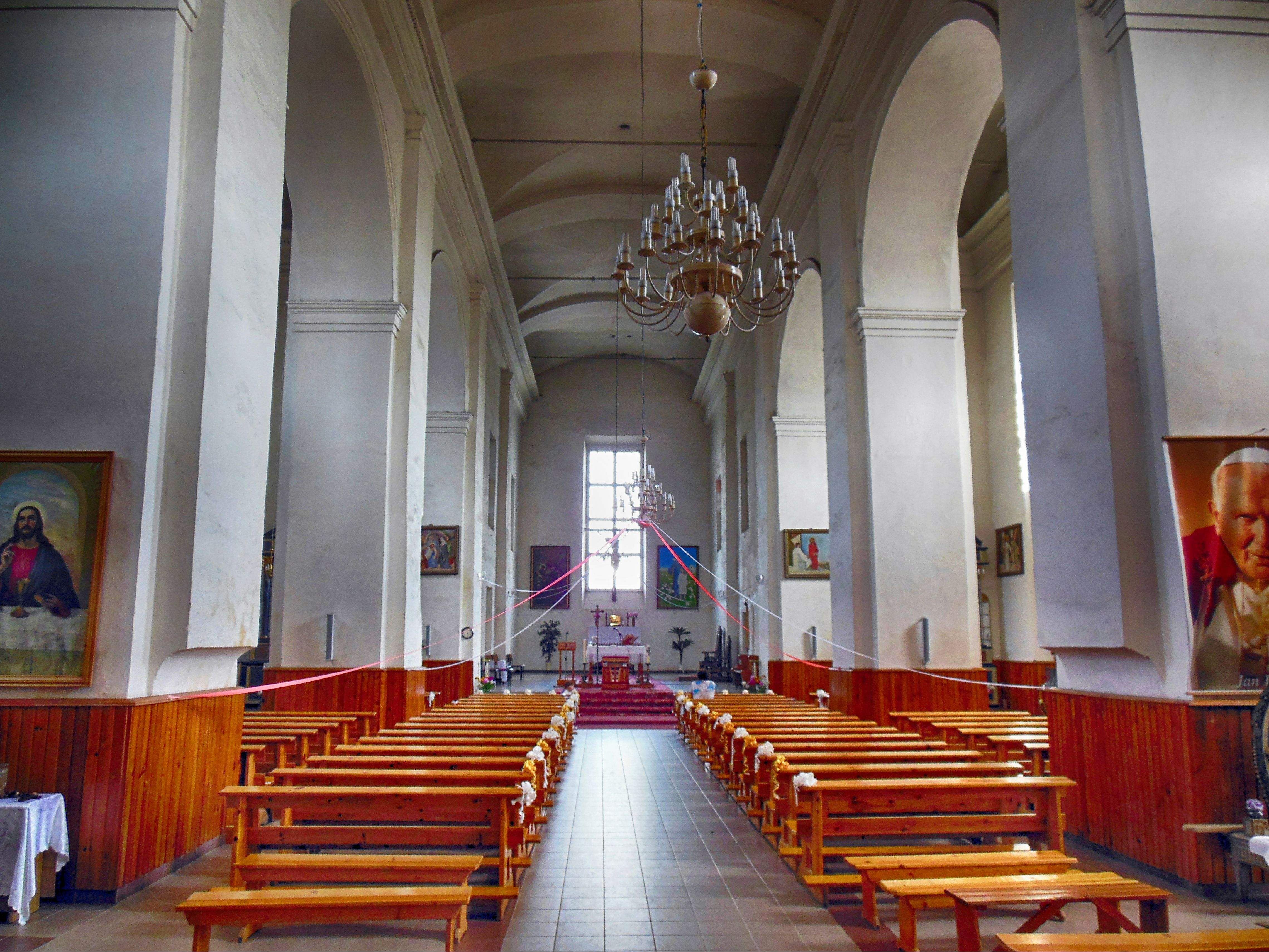
Wnętrze kościoła
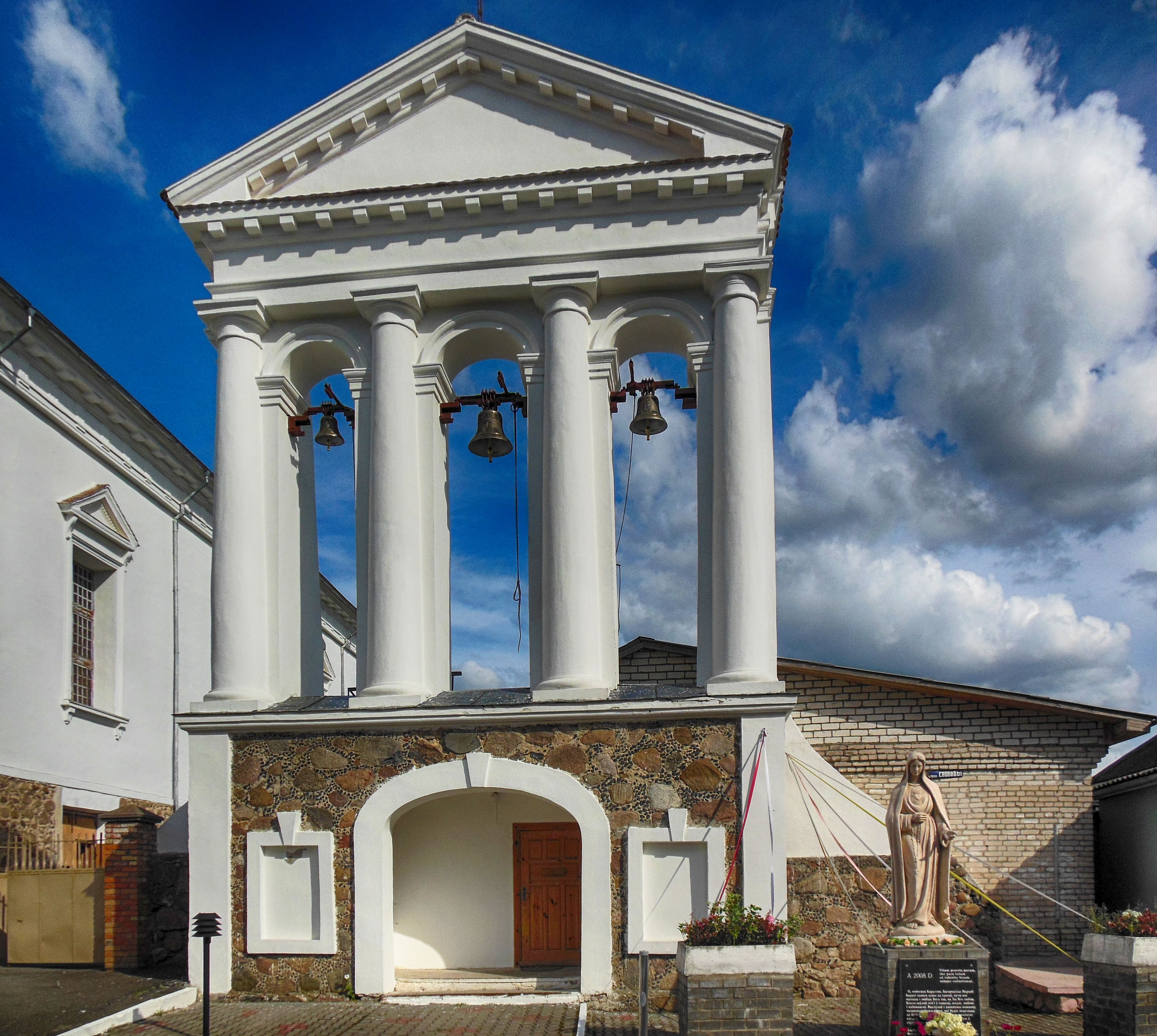
Brama-dzwonnica